# Alejandro Mayorga
Manuel Alejandro Mayorga Almaráz (ur. 29 maja 1997 w Durango) – meksykański piłkarz występujący na pozycji lewego obrońcy, od 2024 roku zawodnik Necaxy.